# Temporada da NBA de 1955–56
A temporada da NBA de 1955-56 foi a décima temporada da National Basketball Association (NBA). Ela encerrou com o Philadelphia Warriors conquistando o campeonato da NBA após derrotar o Fort Wayne Pistons pro 4-1 nas finais da NBA.

## Resultado final

### Divisão Leste
| Time                    | V  | D  | %    | JA |
| ----------------------- | -- | -- | ---- | -- |
| Philadelphia Warriors C | 45 | 27 | .625 | -  |
| Boston Celtics          | 39 | 33 | .542 | 6  |
| New York Knicks         | 35 | 37 | .486 | 10 |
| Syracuse Nationals      | 35 | 37 | .486 | 10 |

### Divisão Oeste
| Time               | V  | D  | %    | JA |
| ------------------ | -- | -- | ---- | -- |
| Fort Wayne Pistons | 37 | 35 | .514 | -  |
| Minneapolis Lakers | 33 | 39 | .458 | 4  |
| St. Louis Hawks    | 33 | 39 | .458 | 4  |
| Rochester Royals   | 31 | 41 | .431 | 6  |

C - Campeão da NBA

## Líderes das estatísticas
| Categoria        | Jogador       | Time                  | Est.  |
| ---------------- | ------------- | --------------------- | ----- |
| Pontos           | Bob Pettit    | St. Louis Hawks       | 1,849 |
| Rebotes          | Bob Pettit    | St. Louis Hawks       | 1,164 |
| Assistências     | Bob Cousy     | Boston Celtics        | 642   |
| Arremessos (%)   | Neil Johnston | Philadelphia Warriors | 45.7  |
| Tiros livres (%) | Bill Sharman  | Boston Celtics        | 86.7  |

## Prêmios
- NBA Most Valuable Player (MVP): Bob Pettit, St. Louis Hawks
- NBA Rookie of the Year: Maurice Stokes, Rochester Royals
- All-NBA Primeiro Time:
  - Bob Cousy, Boston Celtics
  - Paul Arizin, Philadelphia Warriors
  - Neil Johnston, Philadelphia Warriors
  - Bob Pettit, St. Louis Hawks
  - Bill Sharman, Boston Celtics
- All-NBA Segundo Time:
  - Dolph Schayes, Syracuse Nationals
  - Maurice Stokes, Rochester Royals
  - Slater Martin, Minneapolis Lakers
  - Jack George, Philadelphia Warriors
  - Clyde Lovellette, Minneapolis Lakers